# Seznam ministrů zahraničních věcí Švédska

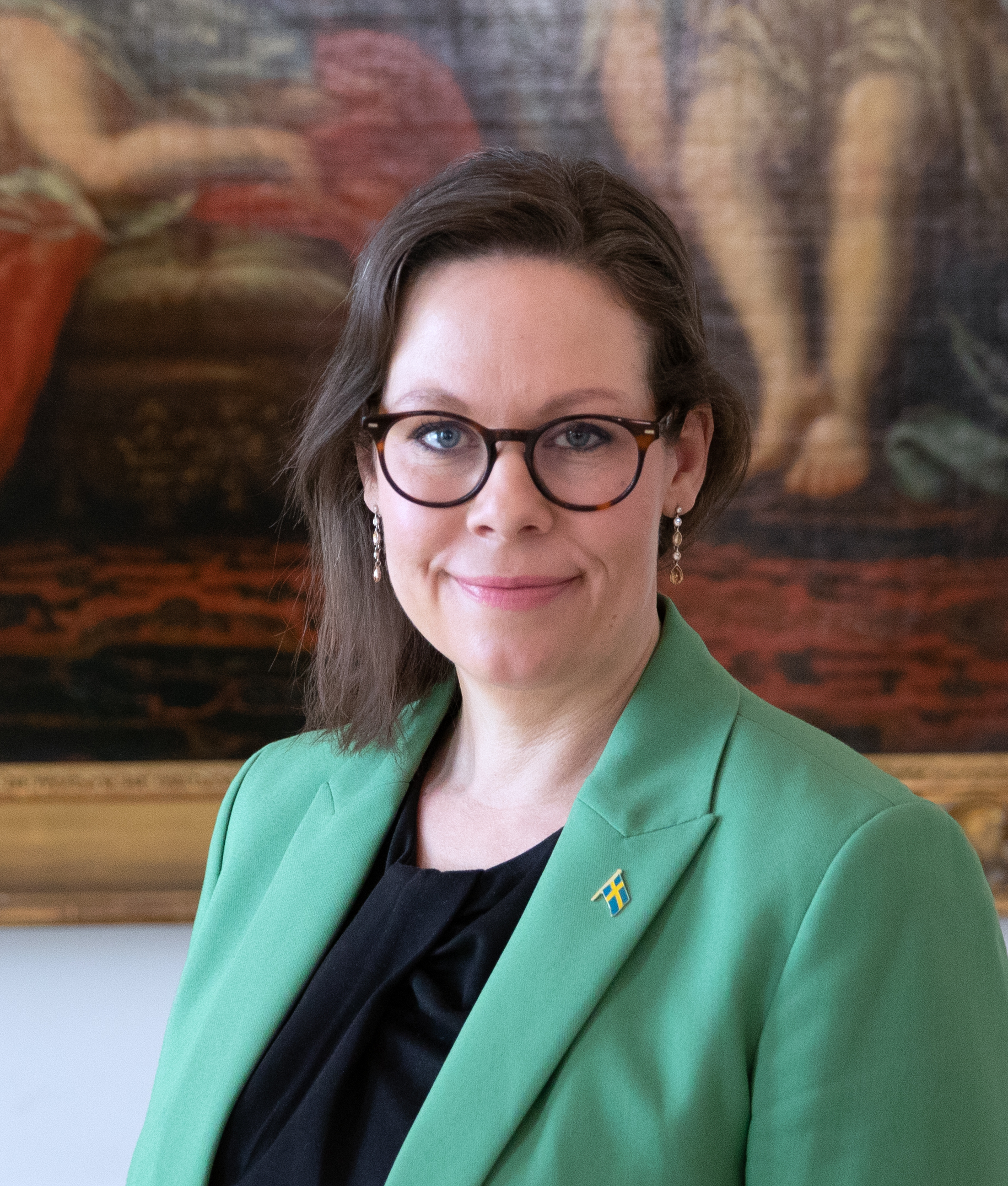
Maria Malmer Stenergard, ministr zahraničních věcí od září 2024

Seznam ministrů zahraničních věcí Švédska zahrnuje ministry a ministryně, kteří stáli či stojí v čele resortu zahraničí Švédska od roku 1809, tedy od zřízení tohoto úřadu s nově zavedeným ústavním pořádkem (1809 års regeringsform). K němu přikročil Riksdag po fatálním výsledku finské války, ztrátě Finska ve prospěch Ruska a následném svržení třicetiletého krále Gustava IV. Adolfa.

## Ministři zahraničních věcí v letech 1809–1876
| Jméno                                | Začátek funkčního období | Konec funkčního období |
| ------------------------------------ | ------------------------ | ---------------------- |
| Lars von Engeström                   | 9. června 1809           | 8. června 1824         |
| Gustaf af Wetterstedt                | 8. června 1824           | 15. května 1837        |
| Adolf Mörner                         | 15. května 1837          | 30. ledna 1838         |
| Gustaf Algernon Stierneld            | 30. ledna 1838           | 11. července 1842      |
| Albrecht Elof Ihre                   | 5. září 1840             | 29. prosince 1842      |
| Albrecht Elof Ihre                   | 29. prosince 1842        | 10. dubna 1848         |
| Gustaf Algernon Stierneld            | 10. dubna 1848           | 8. září 1856           |
| Elias Lagerheim                      | 8. září 1856             | 16. března 1858        |
| Christofer Rutger Ludvig Manderström | 16. března 1858          | 4. června 1868         |
| Carl Wachtmeister                    | 4. června 1868           | 14. října 1871         |
| Baltzar von Platen                   | 10. listopadu 1871       | 17. prosince 1872      |
| Oscar Björnstjerna                   | 17. prosince 1872        | 20. března 1876        |

## Ministři zahraničních věcí od roku 1876
| Jméno                         | Začátek funkčního období | Konec funkčního období | Strana                                             |
| ----------------------------- | ------------------------ | ---------------------- | -------------------------------------------------- |
| Oscar Björnstjerna            | 20. března 1876          | 19. dubna 1880         | bez stranické příslušnosti                         |
| Carl Hochschild               | 27. dubna 1880           | 25. září 1885          | bez stranické příslušnosti                         |
| Albert Ehrensvärd der Ältere  | 25. září 1885            | 12. června 1889        | bez stranické příslušnosti                         |
| Gustaf Åkerhielm              | 12. června 1889          | 12. října 1889         | Första kammarens protektionistiska majoritetsparti |
| Carl Lewenhaupt               | 12. října 1889           | 1. června. 1895        | bez stranické příslušnosti                         |
| Ludvig Douglas                | 1 . června 1895          | 13. října 1899         | bez stranické příslušnosti                         |
| Alfred Lagerheim              | 20. prosince 1899        | 7. prosince 1904       | Lantmannapartiet                                   |
| srpna Gyldenstolpe            | 22. prosince 1904        | 2. srpna 1905          | bez stranické příslušnosti                         |
| Fredrik Wachtmeister          | 2. srpna 1905            | 7. listopadu 1905      | Första kammarens protektionistiska majoritetsparti |
| Eric Trolle                   | 7. listopadu 1905        | 17. března 1909        | bez stranické příslušnosti                         |
| Arvid Taube                   | 30. dubna 1909           | 7. října 1911          | Allmänna Valmansförbundet                          |
| Albert Ehrensvärd der Jüngere | 7. října 1911            | 17. února 1914         | Liberala samlingspartiet                           |
| Knut Wallenberg               | 17. února 1914           | 30. března 1917        | Nationella partiet                                 |
| Arvid Lindman                 | 30. března 1917          | 19. října 1917         | Allmänna Valmansförbundet                          |
| Johannes Hellner              | 19. října 1917           | 10. března 1920        | Liberala samlingspartiet                           |
| Erik Palmstierna              | 10. března 1920          | 27. října 1920         | Sociální demokraté                                 |
| Herman Wrangel                | 27. října 1920           | 13. října 1921         | bez stranické příslušnosti                         |
| Hjalmar Branting              | 13. října 1921           | 19. dubna 1923         | Sociální demokraté                                 |
| Carl Hederstierna             | 19. dubna 1923           | 11. listopadu 1923     | Allmänna Valmansförbundet                          |
| Erik Marks von Würtemberg     | 11. listopadu 1923       | 18. října 1924         | Allmänna Valmansförbundet                          |
| Östen Undén                   | 18. října 1924           | 7. června 1926         | Sociální demokraté                                 |
| Eliel Löfgren                 | 7. června 1926           | 2. října 1928          | Sveriges Liberala Parti                            |
| Ernst Trygger                 | 2. října 1928            | 7. června 1930         | Första kammarens nationella parti                  |
| Fredrik Ramel                 | 7. června 1930           | 24. září 1932          | bez stranické příslušnosti                         |
| Rickard Sandler               | 24. září 1932            | 19. června 1936        | Sociální demokraté                                 |
| Karl Gustaf Westman           | 19. června 1936          | 28. září 1936          | Bondeförbundet                                     |
| Rickard Sandler               | 28. září 1936            | 13. prosince 1939      | Sociální demokraté                                 |
| Christian Günther             | 13. prosince 1939        | 31. července 1945      | bez stranické příslušnosti                         |
| Östen Undén                   | 31. července 1945        | 19. září 1962          | Sociální demokraté                                 |
| Torsten Nilsson               | 19. září 1962            | 30. června 1971        | Sociální demokraté                                 |
| Krister Wickman               | 30. června 1971          | 3. listopadu1973       | Sociální demokraté                                 |
| Sven Andersson                | 3. listopadu 1973        | 8. října 1976          | Sociální demokraté                                 |
| Karin Söder                   | 8. října 1976            | 18. října 1978         | Centerpartiet                                      |
| Hans Blix                     | 18. října 1978           | 12. října 1979         | Folkpartiet liberalerna                            |
| Ola Ullsten                   | 12. října 1979           | 8. října 1982          | Folkpartiet liberalerna                            |
| Lennart Bodström              | 8. října 1982            | 17. října 1985         | Sociální demokraté                                 |
| Sten Andersson                | 17. října 1985           | 4. října 1991          | Sociální demokraté                                 |
| Margaretha af Ugglas          | 4. října 1991            | 7. října 1994          | Umírněná strana                                    |
| Lena Hjelm-Wallén             | 7. října 1994            | 7. října 1998          | Sociální demokraté                                 |
| Anna Lindhová                 | 7. října 1998            | 11. září 2003          | Sociální demokraté                                 |
| Jan O. Karlsson               | 11. září 2003            | 10. října 2003         | Sociální demokraté                                 |
| Laila Freivalds               | 10. října 2003           | 21. března 2006        | Sociální demokraté                                 |
| Bo Ringholm                   | 21. března 2006          | 27. března 2006        | Sociální demokraté                                 |
| Carin Jämtin                  | 27. března 2006          | 24. dubna 2006         | Sociální demokraté                                 |
| Jan Eliasson                  | 24. dubna 2006           | 6. října 2006          | Sociální demokraté                                 |
| Carl Bildt                    | 6. října 2006            | 3. října 2014          | Umírněná strana                                    |
| Margot Wallströmová           | 3. října 2014            | 10. září 2019          | Sociální demokraté                                 |
| Ann Lindeová                  | 10. září 2019            | 17. října 2022         | Sociální demokraté                                 |
| Tobias Billström              | 18. října 2022           | 10. září 2024          | Umírněná strana                                    |
| Maria Malmer Stenergard       | 10. září 2024            | úřadující              | Umírněná strana                                    |